# Shisen-Sho

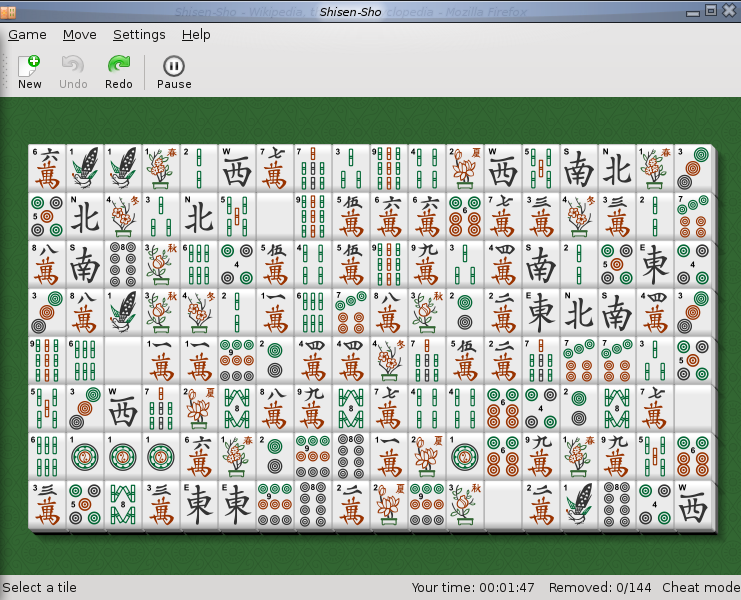
Trò chơi máy tính Shisen-Sho, chạy trên KDE 4.0.5

Shisen-Sho (四川省 Shisenshō; "Tứ Xuyên Tỉnh"), đôi khi được gọi là "Shisen", là một trò chơi của Nhật Bản sử dụng các quân bài Mạt chược. Mục tiêu của trò chơi là loại bỏ các cặp hình giống nhau cho đến khi tất cả các ô đã được loại bỏ khỏi bàn. Nhiều phiên bản trên các hệ máy của trò chơi đã được phát triển.

## Luật chơi
Ban đầu các quân bài được xếp ngẫu nhiên theo ma trận gồm 8 hàng, 18 cột thay vì xếp theo tầng. Mục đích của trò chơi là xóa tất cả các ô khỏi bảng. Một nước hợp lệ là:
- Hai ô được chọn phải giống nhau, ngoại trừ các ô từ bộ "Hoa" và "Bốn mùa".
- Đường nối giữa hai ô tạo thành đường gấp khúc không quá 3 đoạn thẳng.

Nếu đạt yêu cầu, hai ô đã chọn sẽ bị xóa khỏi bảng.
Trò chơi kết thúc nếu không còn nước đi nào, hoặc người chơi loại bỏ thành công tất cả các ô.
Số điểm được tính theo số nước ăn hợp lệ. Trong Shisen-Sho, không phải trường hợp nào cũng giải được.

## Hình ảnh

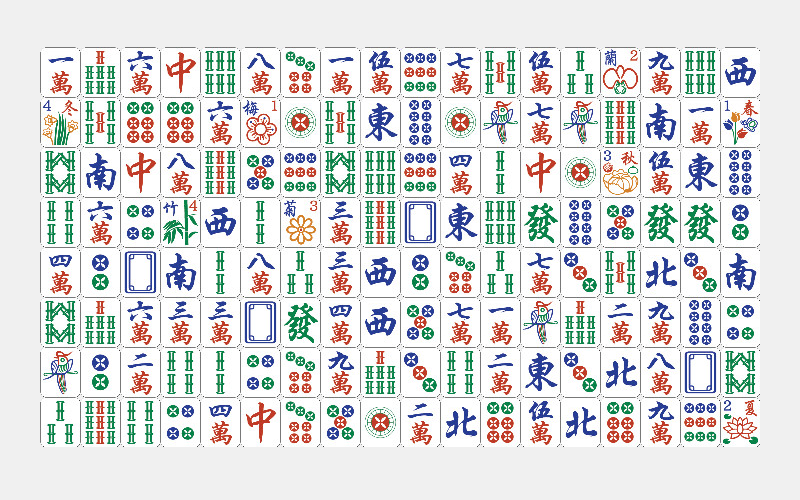
Bảng khởi tạo của Shisen-Sho
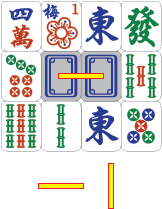
Kết nối trực tiếp bằng đường thẳng
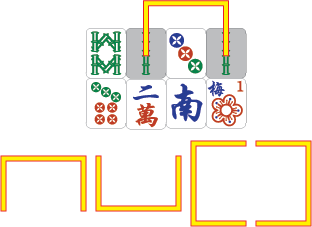
Kết nối bằng đường gấp khúc gồm 3 đoạn thẳng
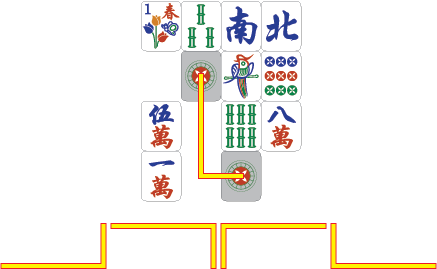
Kết nối bằng đường gấp khúc gồm 2 đoạn thẳng
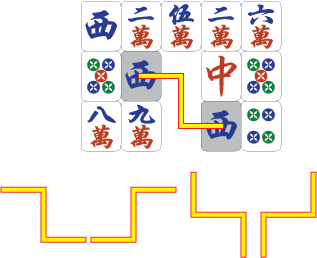
Kết nối bằng đường gấp khúc gồm 3 đoạn thẳng

## Các phiên bản và biến thể
- Shisen-Sho: Joshiryo-hen (1989, Arcade)
- Shisen-Sho (1990, MS-DOS)
- Lin Wu's Challenge (1990, Amiga OCS, Atari ST; 1991, MS-DOS)
- Shisen-Sho - Match-Mania (1990, GameBoy)
- Shisen-Sho II (1992, MS-DOS)
- Shisen-Sho II (1993, Arcade)
- Shisen-Sho 2000 (1997, Windows)
- Super Shisen-Sho 2001 (2001, Windows)
- KAWAI连连看2 (2002, Windows)[2]
- KAWAI连连看2003 (2003, Windows)
- KAWAI连连看2004 (2004, Windows)
- KAWAI连连看2005 (2005, Windows)
- Shisen Sho Mahjong Connect (2018, Android, iOS)
- Shisen-Sho Nikakudori (2020, Nintendo Switch)